# Петруши (Черниговская область)
Петруши́ (укр. Петруші́) — село на Украине, в Репкинском районе Черниговской области, расположенное в 16 км от районного центра и в 19 км от ближайшей железнодорожной станции Голубичи. Население составляет 528 человек. Орган местного самоуправления — Петрушевский сельский совет. В его состав, помимо Петрушей, входят сёла Баханы, Зубахи, Кислые, Кратынь, Рашкова Слобода и Сенюхи.
Близ Петрушей обнаружены два поселения IX—XIII веков (времён Древнерусского государства).
В селе находится братская могила погибших при освобождении села бойцов с памятником.
Петруши-это прародина людей,носящих фамилию Коголь.